# Coup de main
Un coup de main est une tactique de guérilla consistant à harceler l'adversaire sur ses points les moins défendus (en particulier les convois et les magasins de ravitaillement) grâce à une grande mobilité et furtivité, puis à s'éclipser pour frapper un autre endroit dégarni.
Dans un vocabulaire plus récent, ce type d'action rapide et ponctuelle est désigné par le terme d'« opération commando ».

## Définition
Selon le dictionnaire Larousse, le terme « coup de main » est défini comme une « aide apportée à quelqu'un, une habileté dans la manière de faire ainsi qu'une opération militaire locale menée par surprise sur un objectif limité ».
Dans le domaine militaire, selon la doctrine en vigueur tant du côté français que du côté allemand pendant la Première Guerre mondiale.

« Un coup de main est une action de force qui a pour objet :
1. De faire des prisonniers, afin d'obtenir des renseignements, d'identifier les troupes ennemies en présence et d'en déduire les modifications apportées par l'adversaire dans son ordre de bataille ;
2. D'influer sur le moral de l'adversaire en troublant sa quiétude dans ses tranchées ;
3. De détruire, en un point donné, ses organisations : abris, galeries de mine, communications, etc. ;
4. Dans une certaine mesure, de permettre aux états-majors d'infanterie et d'artillerie de se confirmer dans la préparation de petites opérations poussées à fond ;
5. Enfin, d'entretenir l'esprit offensif de la troupe, auquel un séjour prolongé dans les tranchées menaçait de porter atteinte. »

## Exemples de coup de main

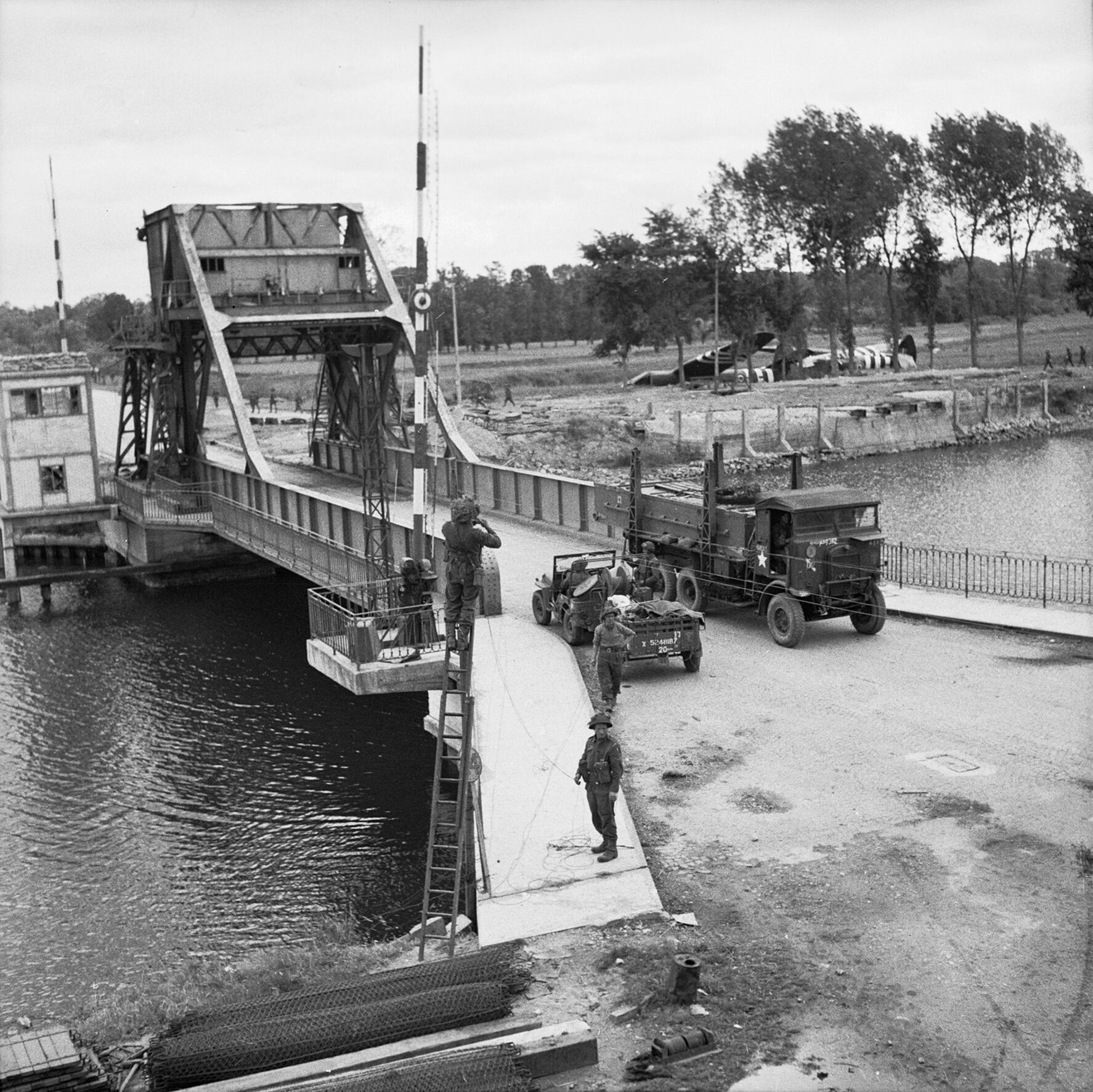
Le Pegasus Bridge en 1944. En arrière-plan, des planeurs Horsa.

### Première Guerre mondiale
- La prise du fort de Douaumont le 25 février 1916 par le 24e régiment d'infanterie.
- Le 16 janvier 1918, la 123e D. I. (15e C.A.) se voit confier par le général commandant la VIIIe armée la réalisation d'un coup de main à Moncel-sur-Seille (Meurthe-et-Moselle), au nord de la forêt de Bezange (à 20 km au nord-est de Nancy), dans le but d'obtenir des renseignements (prisonniers, documents, etc.), d'opérer des destructions (abris, matériels, communications), de donner un coup de sonde dans cette direction. Ce « coup de main des Ervantes »[3] mobilise 3 bataillons d'infanterie, plus de 300 pièces d'artillerie, 4 escadrilles d'aviation de chasse et d'observation, 3 compagnies du génie sur un front de 1 800 m et 2 km de profondeur. L'opération, effectuée le 20 février 1918 par le 411e RI (avec le renfort d'une compagnie du 6e RI), permet de faire 350 prisonniers, de recueillir de nombreux documents et d'incendier deux dépôts de munition et des abris, au prix cependant de 38 tués et 267 blessés[4]. Michel Goya décrit ce coup de main comme probablement « la plus grande opération « commando » (...) de l’histoire militaire française »[5].
- Le coup de main du Mont-sans-Nom, le 14 juillet 1918 vers la fin de la Première Guerre mondiale, vise à obtenir des renseignements sur une imminente offensive allemande[6], nommée « Friedensturm ».

### Seconde Guerre mondiale
L'opération Euston 1, prise du futur Pegasus Bridge dans la nuit du 5 au 6 juin 1944, premier assaut aéroporté de l'opération Tonga, en appui de l'opération Overlord pendant la Seconde Guerre mondiale.